# Jozef Van Gierdegom
Jozef Van Gierdegom (Brugge, 12 oktober 1760 - 7 mei 1844), ook Josephus Franciscus Van Gierdegom, was een Zuid-Nederlands en Belgisch architect.

## Levensloop
Zijn vader, Jozef Van Gierdegom, was meester-timmerman en Jozef junior ging bij hem in de leer. Van 1775 tot 1778 was hij leerling aan de Brugse Kunstacademie, onder meer bij Paul de Cock. Vanaf 1802 werd hij leraar aan deze academie en gaf er opleiding aan talrijke toekomstige architecten.
Van hem zijn bekend:
- De restauratie van de Poortersloge in de Academiestraat (1815-1825).
- Kasteel Het Forreist, Doornstraat, Sint-Andries, gebouwd voor graaf Anselme de Peellaert. Het ontwerp in empirestijl werd slechts gedeeltelijk uitgevoerd.
- Hotel de Potter, Dyver 10-11, waarvan alleen nog de gevel overblijft.
- De heraankleding in neogotische stijl van de Lanchalskapel in de Onze-Lieve-Vrouwekerk (1812-1816).
- Het trappenhuis van de Heilig Bloedkapel (1832).
- Verbouwing van het bisschopshuis tot ambtswoning van de prefect van het departement van de Leie (1806-1808).